# Apollo Glacier
Apollo Glacier är en glaciär i Antarktis. Den ligger i Västantarktis. Argentina, Chile och Storbritannien gör anspråk på området. Apollo Glacier ligger 1 055 meter över havet.
Terrängen runt Apollo Glacier är kuperad åt sydväst, men åt nordost är den bergig. Trakten är obefolkad. Det finns inga samhällen i närheten.